# آنماری فرستاپن
آنماری فرستاپن (هلندی: Annemarie Verstappen؛ زادهٔ ۳ اکتبر ۱۹۶۵) شناگر اهل هلند بود.